# Tomoe Makabe
Tomoe Makabe –en japonés, 真壁 友枝, Makabe Tomoe– (28 de noviembre de 1974) es una deportista japonesa que compitió en judo. Ganó una medalla de oro en los Juegos Asiáticos de 1998, y una medalla de plata en el Campeonato Asiático de Judo de 1999.

## Palmarés internacional
| Juegos Asiáticos    | Juegos Asiáticos    | Juegos Asiáticos | Juegos Asiáticos |
| Año                 | Lugar               | Medalla          | Categoría        |
| ------------------- | ------------------- | ---------------- | ---------------- |
| 1998                | Bangkok (Tailandia) | Medalla de oro   | –48 kg           |
| Campeonato Asiático |                     |                  |                  |
| Año                 | Lugar               | Medalla          | Categoría        |
| 1999                | Wenzhou (China)     | Medalla de plata | –48 kg           |